# 古龙群侠传 (2001年游戏)
《古龙群侠传》是由深圳金智塔開發，2001年由台湾華義國際發行的Windows平台中文角色扮演遊戲，在當時是一款相當受歡迎的遊戲，拥有细腻的画面，模仿了《金庸群俠傳》的风格。游戏故事改编自古龙《武林外史》、《绝代双骄》、《多情剑客无情剑》、《天涯·明月·刀》、《陆小凤传奇》、《名剑风流》6部作品。此作的成功亦引伸出其他相同題材作品，包括由河洛工作室開發的角色扮演遊戲《古龙风云录》。

## 遊戲系統
遊戲以RPG形式進行，玩家可以在地圖上任意探索。游戏还原了细腻的古代中国大地图，當進入戰鬥後，就會變成以2.5D立体人物為單位進行回合制战斗，我方最多可以有三个队友进行战斗，同时游戏还有一套神兵系统，玩家可以根据掉落的材料，锻造属于自己的神兵利器。

## 劇情簡介
與以往的古龙武侠小說不同，本故事加入了原创角色沈孤云，為香山派弟子。以沈孤云的角度去看李寻欢、傅红雪、陆小凤的人生。传说中神秘杀手“黑手殺”重出江湖，在杀人庄留下蛛丝马迹，沈百松要沈孤云下山暗访，并在江湖上调查传说中的黑手杀。在师傅靜軒指點下，沈孤云武功獲得快速成長，后来更是结识“剑神”西门吹雪、“香帅”楚留香等古龙小说中的世外高人。
在游戏劇情中，沈孤云最後結局可以是鏟除了青龙教，成為江湖上最著名的劍客，同时依靠唐门唐玲家族的势力，进一步成为武林盟主，歷時長達三十年。武功則可以學習到西门吹雪的剑神一笑、落花吹雪二招，叶孤城的天外飞仙（由陆小凤贈予秘笈）、楚留香的血海飘香、李寻欢的小李飞刀、修罗真经（由李寻欢贈予秘笈）、陆小凤的凤舞九天（由陆小凤贈予秘笈）等最强的武功，成为名副其实的武林盟主。

## 主要人物
- 沈孤云：香山派弟子，江湖人称“神剑少侠”。真实身份是金剑世家少主宋轻舟的遗孤，本名宋祥云。身负神功剑神一笑、天外飞仙，凭借着手中的绝世神兵凌霄剑所向披靡，纵横江湖。最终沈孤云铲除了青龙教，成为江湖上最著名的剑客，同时依靠唐门唐玲家族的势力，进一步成为武林盟主，历时长达三十年。
- 沈百松：沈孤云养父，真实身份是青龙教教主，化名紫鹤，为了获得《無敵寶鑑》和《驚龍秘笈》，所以策劃了一箭雙鵰的衡山一役。一方面欺騙天下人讓他們相信並沒有 《無敵寶鑑》，一方面讓江湖上各高手互相殘殺，坐收漁翁之利，當初使了點小計，讓世代都忠於朝廷的金劍世家大舉圍攻青龍教。明少帝後裔在他的護送下逃到海外，他也趁此控制了整個青龍教，但不幸的是 《驚龍秘笈》被金剑世家庄主宋一劍获得，為了奪回《驚龍秘笈》，在宋家舉行婚禮當天製造了宋家慘案。并得知金剑世家少主宋輕舟他知道《驚龍秘笈》的下落，就收养了他的孩子宋祥云，改名沈孤云，以便利用他引出宋輕舟，获得秘笈。然而螳螂捕蝉，黄雀在后，最终被香山派掌门靜軒用失傳已久的魔教邪功無敵鎖喉功偷襲身死。
- 靜軒：香山派掌门，真实身份是魔教高手，凭借魔教邪功無敵鎖喉功，在江湖引发腥风血雨，连司空摘星、陆小凤都颇为忌惮，拥有稱霸天下的野心。在游戏结尾的时候趁机偷袭杀害了紫鹤，利用海外青龍教總舵的势力，挑拨离间与武林各派的关系，最终被沈孤云所杀。
- 宋輕舟：沈孤云父亲，江湖人称“黑手殺”。真实身份是金剑世家少主宋轻舟，金劍世家雙喜臨門之日，青龍教血洗金劍世家。宋輕舟夫婦被一白衣人所救，但金劍世家從此沒落，夫妻倆生下宋祥雲，但即遭沈百松劫持，要其交出《驚龍秘笈》。宋輕舟未能答應，蒙面高手劃傷小孩手臂，聽見撕心裂肺的哭聲，孩子的母親暈過去了。但才一回神，沈百松帶著小孩一轉眼就消失了，後來夫妻倆一直在暗中尋找，但宋輕舟的妻子受不了這打擊，不久便離開了人世。但沒想到連朝廷也不理解，派大內高手四處追殺。當時的情緒低落到了極點，一氣之下殺了不少朝廷內外和江湖上欺世盜名的小人，成了江湖黑手殺，一直误认为莫天野是自己亲生儿子，直到临死之际，才知道自己亲生儿子另有其人。
- 清蘭：香山派弟子，靜軒女儿，沈孤云青梅竹马。游戏结尾因沈孤云意图杀害自己的父亲，悲痛失望之际退隐江湖。
- 莫天野：香山派弟子，沈孤云的大师兄，由始至终被沈百松利用夺取《驚龍秘笈》，为了扬名立万的野心误把沈孤云的父亲宋轻舟当做“黑手殺”杀害，而后懊悔不已，但沈孤云并没有将其杀死，最后被靜軒用失傳已久的魔教邪功無敵鎖喉功杀死[2]。

## 登場角色

### 武林外史
- 沈浪
- 朱七七
- 白飛飛
- 熊猫儿
- 快活王
- 王怜花
- 王夫人

### 绝代双骄
- 小鱼儿
- 花无缺
- 铁心兰
- 苏樱
- 燕南天
- 江别鹤
- 江玉郎
- 邀月宮主
- 憐星宮主
- 万春流

### 多情剑客无情剑
- 李寻欢
- 林诗音
- 阿飞
- 孙小红
- 林仙儿
- 龙啸云
- 龙小云
- 上官金虹

### 天涯·明月·刀
- 傅红雪
- 明月心
- 公子羽
- 燕南飞
- 秋水清
- 卓玉贞

### 陆小凤传奇
- 陆小凤
- 西门吹雪
- 叶孤城
- 司空摘星
- 老实和尚
- 宫九

### 名剑风流
- 俞佩玉
- 朱泪儿
- 凤三
- 姬悲情
- 姬苦情
- 俞独鹤
- 东郭先生

### 楚留香传奇
- 楚留香

## 相关作品

### 古龙风云录
2024年由河洛工作室原班人馬集結制作的產品《古龙风云录》。基本概念與玩法都與《侠客风云传前传》相同，《古龙风云录》灵感来源于台湾武侠小说泰斗古龙先生的作品。这是一款融合了古龙经典小说的武侠RPG，在本作中玩家将化身仁义庄的辰雨，在武林中步步揭开江湖迷局，体验古龙笔下苍凉的江湖。